# Niyazi
Niyazi Tağızadə – Hacıbəyov (ur. 7 sierpnia?/20 sierpnia 1912 w Tyflisie, zm. 2 sierpnia 1984 w Baku) – azerbejdżański dyrygent i kompozytor, Ludowy Artysta ZSRR.

## Życiorys
Był synem kompozytora Zülfüqara. W latach 1926–1931 uczył się w klasie kompozycji u Michaiła Gniesina w Technikum Muzycznym im. Gniesinych, u A. Stepaniana w Konserwatorium Erywańskim, u G. Popowa w Leningradzkim Centralnym Technikum Muzycznym, a 1933–1934 w klasie kompozycji Konserwatorium Azerbejdżańskiego, 1932–1933 kierował sektorem nauki, literatury i sztuki Ludowego Komisariatu Oświaty Dagestańskiej ASRR. W latach 1935–1937 kierował sekcją muzyczną Azerbejdżańskiego Studia Kinowego, 1937–1938 był kierownikiem artystycznym Azerbejdżańskiej Estrady Państwowej, 1938–1944 zastępcą przewodniczącego komitetu organizacyjnego Związku Kompozytorów Azerbejdżańskiej SRR, jednocześnie od 1938 z przerwami kierownikiem artystycznym i głównym dyrygentem Azerbejdżańskiej Orkiestry Symfonicznej im. Üzeyira Hacıbəyova. W latach 1937–1948 był dyrygentem, 1951–1952 i 1958–1959 głównym dyrygentem, a 1961–1965 dyrektorem, kierownikiem artystycznym i głównym dyrygentem Azerbejdżańskiego Teatru Opery i Baletu im. Axundova. W 1961 został głównym dyrygentem Leningradzkiego Teatru Opery i Baletu im. Kirowa, a w 1979 również dyrektorem Filharmonii Azerbejdżańskiej. Komponował opery, balety, utwory orkiestrowe, suity. Był deputowanym do Rady Najwyższej Azerbejdżańskiej SRR od 3 do 9 kadencji.

## Odznaczenia i nagrody
- Medal Sierp i Młot Bohatera Pracy Socjalistycznej (19 sierpnia 1982)
- Order Lenina (dwukrotnie – 23 marca 1976 i 19 sierpnia 1982)
- Order Rewolucji Październikowej (2 lipca 1971)
- Order Czerwonego Sztandaru Pracy (18 listopada 1968)
- Order „Znak Honoru” (18 kwietnia 1938)
- Nagroda Stalinowska (dwukrotnie – 1951 i 1952)
- Ludowy Artysta ZSRR (9 czerwca 1951)
- Nagroda Państwowa Azerbejdżańskiej SRR
- Międzynarodowa Nagroda im. Jawaharlala Nehru

I medale.